# Адам из Штернберка
Адам из Штернберка (чеш. Adam ze Šternberka; приблизительно 1560 или 1575 — 10 апреля 1623) — чешский аристократ, принадлежавший к умеренной католической партии, один из королевских наместников в 1618 году.

## Биография
Адам из Штернберка родился приблизительно в 1560 или 1575 году в семье Зденека из Штернберка и Катерины Репицкой из Судомержа. Он принадлежал к одному из самых богатых и влиятельных родов Чехии, представители которого в отличие от большинства чешских дворян той эпохи исповедовали католицизм. Адам получил образование в иезуитской школе, начал свою карьеру как гетман пражского Нова-Места. Позже он занимал должности высочайшего камергера (1603—1608) и высочайшего бургграфа (1608—1619) Чешского королевства. Как представитель умеренной партии, он был сторонником веротерпимости. Поэтому в 1609 году, когда высочайший канцлер Зденек Войтех Попел из Лобковиц отказался подписывать «Грамоту величества» Рудольфа II, даровавшую лютеранам и чешским братьям свободу вероисповедания, Адам подписался вместо него.
В 1618 году Адам из Штернберка был в числе наместников, управлявших Чехией от имени короля Фердинанда. 23 мая он был в королевском дворце, когда туда ворвалась группа дворян-протестантов, уверенных в том, что наместники подталкивают монарха к усилению рекатолизации Чехии. Самых одиозных наместников, Вилема Славату и Ярослава Боржиту из Мартиниц, выбросили в окно, а Адама и Матиаша Депольта Попела из Лобковиц не тронули. Это событие, известное как пражская дефенестрация, стало началом восстания Чехии против Габсбургов. Адама лишили власти, он уехал в Германию, после победы Фердинанда над повстанцами был восстановлен на своих должностях. Он умер в 1623 году. Современники отзывались о нём как об одном из наиболее достойных людей своего времени и выдающемся ораторе.
Адам из Штернберка был дважды женат: с 1578 года на Еве из Лобковиц (приблизительно 1560—1599), с 1605 года на Марии Максимилиане фон Гогенцоллерн (1583—1649). В первом браке родились:
- Ян Зденек (умер в 1623);
- Катерина (умерла после 1623), жена Вилема из Кленового;
- Ярослав Вольф (умер в 1635);
- Кунгута Элишка (приблизительно 1578—1631), жена Фридриха фон Пёттинга;
- Мария Евсевия (1584—1634), жена Ярослава Боржиты из Мартиниц.

Во втором браке родились:
- Мария Ева Эльжбета (1605—1668), жена Михаэля Адольфа фон Альтханна;
- Евфросина;
- Вацлав Климент;
- Анна;
- Франтишек Карел Матиаш (1612—1648);
- Войцех Игнац Евсевий (приблизительно 1613—1633).